# Банківська марка

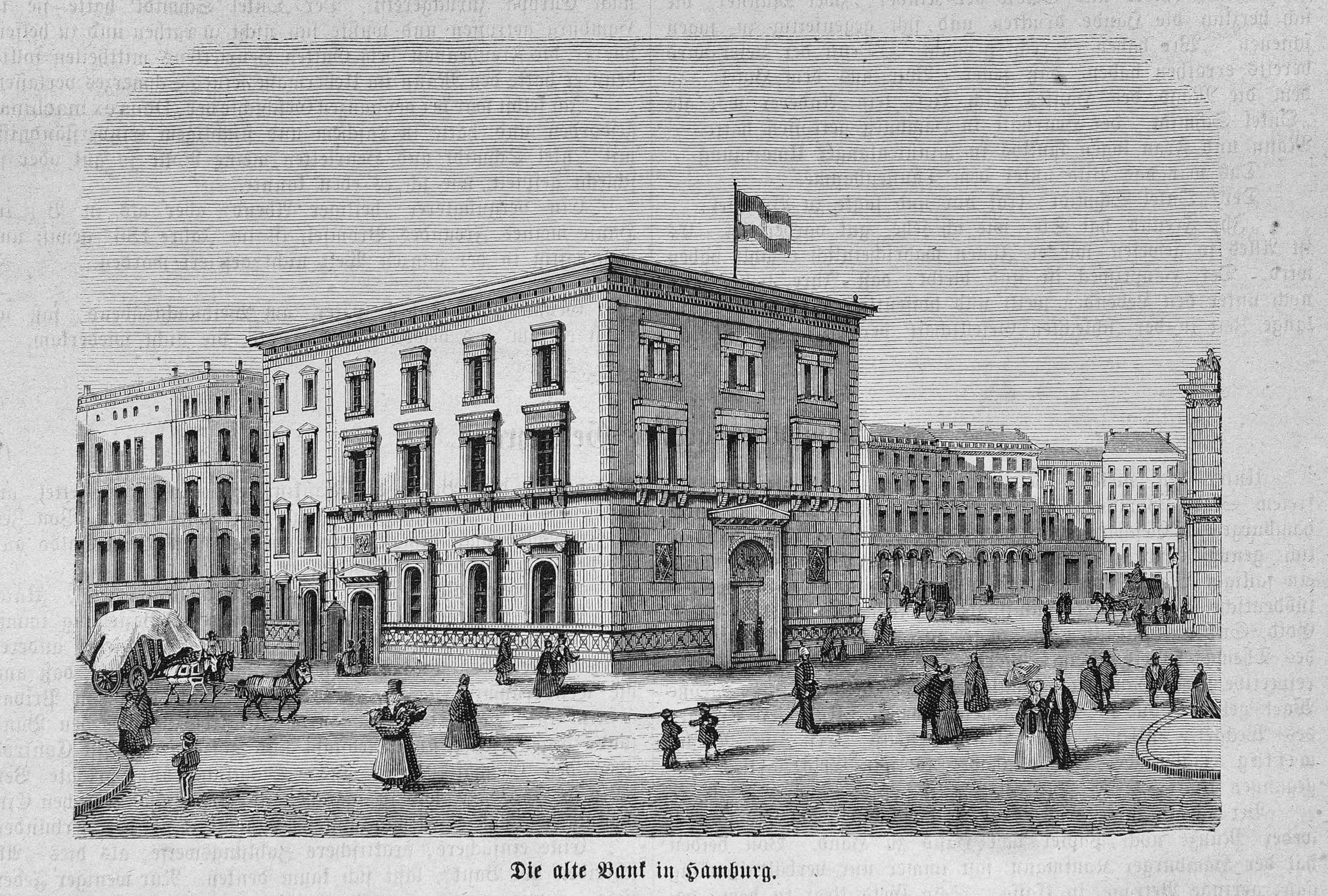
Реконструйований Гамбурзький банк. 1826 рік. Автор гравюри — невідомий

Банківська марка (нім. Mark Banco) — обчислювальний термін, який використовувався банкірами Гамбурга у своїх записах у співвідношенні до різних валют та дорогоцінних металів після заснування Гамбурзького депозитного банку в 1619 році.

## Історія
Див. також Гамбурзька марка
У 1619 році був заснований Банк Гамбурга (нім. Hamburger Bank) — перший публічний депозитний банк у Німеччині. Прикладом для створення такому банку послугував Амстердамський біржовий банк (нід. Amsterdamsche Wisselbank), заснований в 1609 році, а також Банко ді Пьяцца ді Ріальто (італ. Banco di Piazza di Rialto) заснований у Венеції у 1587 році. Ці банки сприяли торгівлі своїх клієнтів, які здебільшого складалися з трейдерів, що працювали з іноземними структурами — шляхом надання їм можливостей керувати власним рахунком та розраховуватися з них за послуги дорогоцінними металами. Для того щоб вести справу з різними валютами, які карбувалися на той час, Банк Гамбурга працював з внутрішньою валютою розрахунків. Банківська марка стала обчислювальним терміном для обробки всіх платіжних операцій всередині банку. В 1619 році 1 банківська марка дорівнювала вазі в 8,661 грамів. Депозити, створені з різних валют та з різною якістю металу, перераховувалися на вагу банківської марки. Монети в банківських марках не карбувалися і до введення банківського талера були лише терміном для обчислювальних одиниць. Банківський талер почав карбуватися з 1755 року з вмістом щирого срібла 25,98 грамів. Але навіть банківські талери не карбувалися для обігу, а використовувалися лише для внутрішніх розрахунків. Термін Банківська марка використовувався банком до самого його закриття в 1875 році.

## Співвідношення до вагової марки
- 1619 рік:	27 банківських марок = 1 Кельнській марці (В 1 банківській марці 8,661 грамів щирого срібла)
- 30-90 роки XVII століття: 275/8 Б.М. = 1 кельнській марці (8,465 грамів в 1 Б.М.)
- 10-90 роки XVIII століття: 27¾ Б.М	= 1 кельнській марці (8,427 грамів в 1 Б.М.)
- з 1861 року: 59⅓ Б.М. = 1 К.М. (8,427 грамів в 1 Б.М)
- з 1871 року: 1 Б.М. = 3¾ курант-марки = 1½ райхсмарці =  ½ райхсталеров[2].